# Compagnie générale des tramways d'Anvers
La Compagnie Générale des Tramways d'Anvers (CGTA), est créée en 1900, en Belgique pour construire et exploiter un réseau de tramways électriques dans la ville d'Anvers. 
Cette compagnie est une filiale de la Compagnie mutuelle de tramways qui tente de regrouper les différents réseaux de tramways de la ville d'Anvers.
La compagnie CGTA se voit attribuer la concession d'un ensemble de lignes de tramways et l'autorisation d'employer la traction électrique, en vertu de l’arrêté royal du 27 mars 1900.
Le 1er janvier 1927, elle cède la place à la société anonyme des Tramways d'Anvers (TA).